# Сату-Ноу (Ліпова, Бакеу)
Сату-Ноу (рум. Satu Nou) — село у повіті Бакеу в Румунії. Входить до складу комуни Ліпова.
Село розташоване на відстані 267 км на північ від Бухареста, 31 км на північний схід від Бакеу, 56 км на південний захід від Ясс.

## Населення
За даними перепису населення 2002 року у селі проживали 519 осіб, усі — румуни. Усі жителі села рідною мовою назвали румунську.